# Evangelisches Diakoniewerk Schwäbisch Hall

Logo des Evangelischen Diakoniewerks Schwäbisch Hall

Das Evangelische Diakoniewerk Schwäbisch Hall e.V. war eine große diakonische Einrichtung in Schwäbisch Hall im Nordosten Baden-Württembergs. Die Gesamteinrichtung wurde in der Region meist als Diak bezeichnet und fusionierte zum 1. April 2019 mit der Diakonie Neuendettelsau. Ab dem 1. Januar 2025 wurde das Diak Klinikum vom Landkreis Schwäbisch Hall übernommen.

## Geschichte

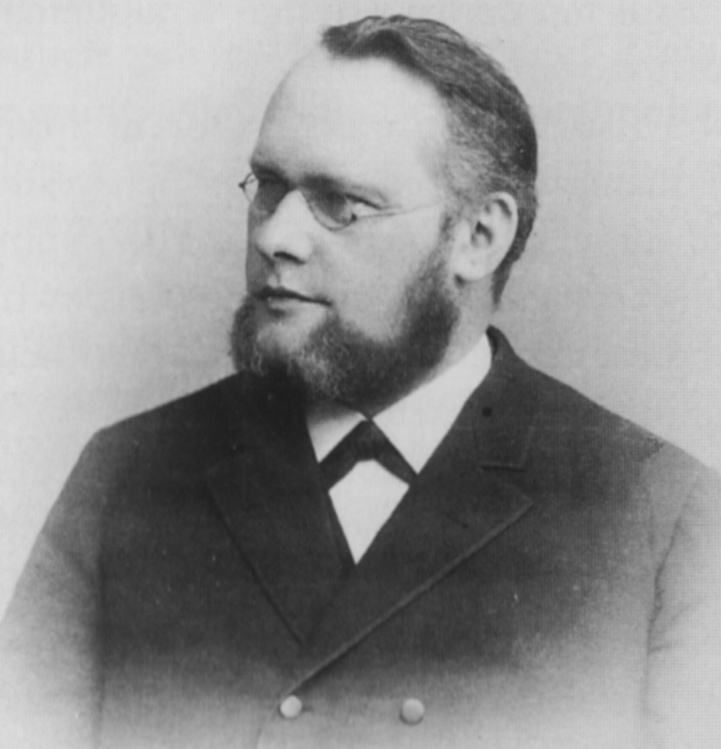
Hermann Faulhaber, Gründer und erster Leiter des Diakoniewerks Schwäbisch Hall

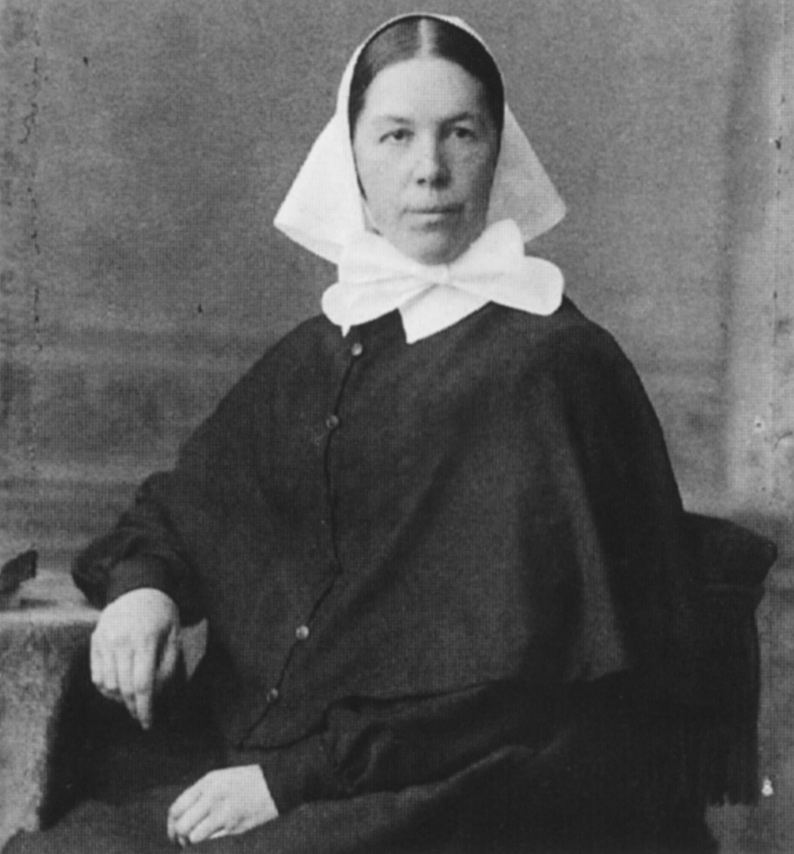
Sophie Pfizmajer, erste Oberin der Diakonissenanstalt Schwäbisch Hall 1886–1890

Die Einrichtung wurde am 1. Februar 1886 als „Diakonissenhaus“ (seit 1899 „Diakonissenanstalt“) eröffnet, für Versicherte der Bezirkskrankenkasse waren 30 Betten des Diakonissenkrankenhauses reserviert. Im 1885/86 errichteten „Stammhaus“ waren außer den Krankenzimmern und dem OP auch Wirtschaftsräume für den Pfarrer Hermann Faulhaber, die Oberin und die Schwestern untergebracht. 1890 entstanden das „Johanniterhaus“ als Kinderkrankenhaus und ein weiteres Krankenhausgebäude.
Bereits vorher bestanden mit dem im 13. Jahrhundert gegründeten Spital und mit dem 1850 gegründeten städtischen Dienstbotenkrankenhaus in den 1850er Jahren zwei Krankenhäuser. Das Spital wurde 1856 geschlossen. Nach Einführung der gesetzlichen Krankenversicherung 1884 entstand erneut ein Bedarf nach einem Krankenhaus für den gesamten Bezirk des Oberamts Hall. Damals bestanden bei Hermann Faulhaber (1842–1914) bereits Pläne zur Gründung eines Diakonissenhauses mit angeschlossenem Krankenhaus zur Ausbildung junger Frauen (Diakonissen) in der Krankenpflege und ihre Entsendung in die Gemeindekrankenpflege. Die Gründung einer solchen Anstalt wurde vor allem von Hermann zu Hohenlohe-Langenburg gefördert, der Vorsitzender des Gründungskomitees und acht Jahre Vorsitzender des Verwaltungsrates war. Das Oberamt Hall verständigte sich mit dem Gründungskomitee darauf, 30 Betten für die Versicherten der Bezirkskrankenkasse zur Verfügung zu stellen.
1899 übernahm Gottlob Weißer die Einrichtung. Unter seiner Leitung erweiterte die „Diakonissenanstalt“ ihre Aufgabenbereiche: Betreuung von Geistigbehinderten und Psychischkranken (seit 1900) und Senioren (seit 1904), Ausbau der Ökonomie und Hauswirtschaft. Damit einher ging eine rege Bautätigkeit: u. a. Kapelle (1903), Waschhaus (1904), Mutterhaus (1906). Hier waren jetzt die Verwaltung der Einrichtung sowie Wohnräume für Schwestern, Oberin und Pfarrer untergebracht. Mit dem Neubau einer Pflegeanstalt 1912 (seit 1935 Gottlob-Weißer-Haus) wurde die Pflegekapazität im Bereich geistig behinderter Frauen und Kinder auf rund 500 erhöht. Damit war die Betreuung und Pflege dieser Patienten der bettenmäßig größte Arbeitszweig.
Im Ersten Weltkrieg wurden die Haller Schwestern zu Lazaretten an die West- und Ostfront entsandt, gleichzeitig diente auch das Johanniter-Krankenhaus in Schwäbisch Hall als Lazarett. In den wirtschaftlichen Krisenjahren nach dem Ersten Weltkrieg erwarb und betrieb das Diakonissenwerk einige landwirtschaftliche Höfe zur Deckung der Versorgung, später wurden diese Höfe dann verpachtet.
Im Jahr 1930 löste Wilhelm Breuning den bisherigen Anstaltsleiter Weißer ab. Unter seiner Amtsführung entstand bis 1938 das Kranken-Hochhaus, wodurch sich der Pflegeschwerpunkt von Behindertenarbeit zur Krankenpflege hin verlagerte. Das Kranken-Hochhaus diente später im Zweiten Weltkrieg auch als Lazarett.
Im November 1940 beschlagnahmten NS-Behörden das Gottlob-Weißer-Haus; innerhalb einer Woche mussten alle Bewohner das Haus verlassen. 265 Patienten konnten im Diak selbst untergebracht werden. Jedoch mussten 240 in die Pflegeanstalt Weinsberg verlegt werden. 184 von ihnen wurden 1940 und 1941 im Rahmen des Euthanasieprogramms „Aktion T4“ des Dritten Reichs in den NS-Tötungsanstalten Grafeneck und Hadamar ermordet.
Nach dem Zweiten Weltkrieg wurde eine Kinderkrankenpflege-Schule eröffnet. 1956 löste Gotthold Betsch den bisherigen Leiter Breuning im Amt ab. Die Pflege, aber auch Verwaltungs- und hauswirtschaftliche Dienste wurden bis in die fünfziger Jahre des letzten Jahrhunderts weitgehend von Diakonissen erledigt. Seitdem geht ihre Zahl kontinuierlich zurück. In der aktiven Arbeit spielen sie heute keine Rolle mehr.
In den 1960er und 1970er Jahren erfuhr das Diak grundlegende bauliche Erweiterungen. Es entstanden die Auferstehungskirche, ein Schulhaus, ein Internat, das Haus Bergfrieden, zahlreiche Mitarbeiterunterkünfte sowie ein Schwimmbad. Ältere Gebäude, vor allem die Krankenhausgebäude und das Mutterhaus, wurden renoviert. In den 1960er Jahren fand auch in der Schwesternschaft eine große Umorientierung statt, die 1968 zur Gründung der Haller Schwesternschaft mit Diakonissen und der weiblichen Pflegekräfte führte. Nach dem Beitritt der männlichen Krankenpfleger wurde daraus 1975 die „Gemeinschaft der Haller Schwestern und Pfleger“ (seit 2003 „Gemeinschaft der Haller Schwestern und Brüder“). Auch eine Namensänderung wurde vorgenommen: Aus der „Diakonissenanstalt“ wurde am 1. Januar 1978 das „Evangelische Diakoniewerk Schwäbisch Hall e.V.“.
Von 1980 bis 1990 stand Eckhard Klein dem Diak als Hauptgeschäftsführer bzw. als Direktor vor. In seiner Amtszeit fanden weitere umfangreiche Baumaßnahmen statt. So entstanden 1980 das Heim Schöneck für Erwachsene mit geistiger oder mehrfacher Behinderung, 1985 eine neue Wäscherei und ab 1988 ein neuer Operationstrakt des Krankenhauses. Die beiden Wohn- und Pflegestifte wurden umfassend modernisiert. 1990 übernahm Manfred Jehle die Anstaltsleitung.
Stephan Zilker war von Mai 2006 bis zu seinem Ruhestand 2011 Vorsitzender des Vorstands. Zilkers Vorgänger Klaus-Dieter Kottnik war zeitgleich Vorstandsvorsitzender der Diakonie Stetten; 2006 wurde er Präsident des Diakonischen Werkes der EKD. Vor Kottnik hatte das Amt der Diakleitung der spätere Landesbischof Frank Otfried July inne. July hat den Wandel von einer diakonischen Einrichtung zu einem diakonischen Unternehmen angestoßen. Von 2011 bis Februar 2018 war Hans-Joachim Lenke Vorstandsvorsitzender des Evangelischen Diakoniewerks und Geschäftsführer des Diakonie-Klinikums. Anschließend übernahm Diak-Vorstandsmitglied und Geschäftsführer Michael Kilb übernimmt bis zur zunächst geplanten Neubesetzung der Stelle die Leitung des evangelischen Diakoniewerkes Schwäbisch Hall e.V.
Im Jahr 2019 verlor das Diakoniewerk in Schwäbisch Hall nach 133 Jahren seine Eigenständigkeit. Die Diakonie Neuendettelsau trat als juristische Person in das Evangelische Diakoniewerk Schwäbisch Hall e.V. ein. Zuvor waren alle bisherigen Mitglieder aus dem eingetragenen Verein ausgetreten. Der Verein wurde danach in eine gemeinnützige GmbH umgewandelt, deren einziger Gesellschafter die Diakonie Neuendettelsau, [Körperschaft des öffentlichen Rechts] wurde. Diese änderte in diesem Zuge ihren Namen in Diakoneo.

## Geschäftsbereiche
Zuletzt bestanden im Jahr 2019 drei Geschäftsbereiche:
- Diakonie-Klinikum Schwäbisch Hall (1.250 Mitarbeiter im Jahr 2019)
- die Altenhilfe mit dem Alten- und Pflegeheimen „Gottlob-Weißer-Haus“ und „Haus Sonnengarten“ in Schwäbisch Hall, dem „Emma-Weizsäcker-Haus“ in Creglingen, dem „Lotte-Gerock-Haus“ in Lauda-Königshofen und dem „Lene-Hofmann-Haus“ in Weikersheim
- ambulante Pflege „Diakonie daheim“ mit 380 Haller Schwestern und Brüdern in 20 Diakonie-Sozialstationen, sowie 120 Pflegekräften, 96 Haushaltsassistentinnen und 46 ehrenamtlichen Mitarbeitern in der ambulanten Kranken- und Altenpflege

Bis zum Jahr 2012 gehörte auch eine Behindertenhilfe zu den Geschäftsbereichen des Diak. Sie wurde am 1. September 2012 an den „Sonnenhof Schwäbisch Hall“ abgegeben.
Das Evangelische Diakoniewerk Schwäbisch Hall e. V. hielt bis zum Jahr 2012 74,9 % der Holdinganteile an der Gesundheitsholding Schwäbisch Hall gGmbH, der Landkreis Schwäbisch Hall 25,1 %. Die Holding war Träger des Diakonie-Klinikums und des Klinikums Crailsheim. Sie wurde im Jahr 2012 aufgelöst. Danach bestand ein Kooperationsvertrag zwischen beiden Häusern.
Insgesamt beschäftigte das Diakoniewerk Schwäbisch Hall zuletzt im Jahr 2019 2.300 Mitarbeiter. Im Klinikum allein waren 130 Auszubildende beschäftigt. Der Umsatz betrug im Jahr 2016 116 Mio. €. Das Diak war zeitweise der zweitgrößte Arbeitgeber im Landkreis Schwäbisch Hall.

## Gemeinschaft der Haller Schwestern und Brüder
Der Gemeinschaft der Haller Schwestern und Brüder gehören Diakonissen sowie Diakonische Schwestern und Brüder an. Entstanden ist die Gemeinschaft 1968 in der ehemaligen Diakonissenanstalt durch den Zusammenschluss der Diakonissen und der Verbandsschwestern. In der Gemeinschaft können seit 1975 auch Männer Mitglied sein. Die Gemeinschaft hat rund 1.000 Mitglieder, von denen etwa 450 Mitglieder in der Gemeindekrankenpflege tätig sind, 300 Mitglieder arbeiten in den stationären Einrichtungen der Diakonie (insbesondere im Diakonie-Krankenhaus). Im Ruhestand sind rund 250 Mitglieder, die meisten von ihnen sind Diakonissen. Die Haller Gemeinschaft ist Mitglied im Kaiserswerther Verband Deutscher Diakonissenmutterhäuser e. V., in dem 76 Mutterhäuser und Diakoniewerke zusammengeschlossen sind.